# El Bahi Lazaref
El Bahi Lazaref (en arabe : الباهي لزرف) est un footballeur algérien né le 3 mars 1980 à Alger. Il évoluait au poste d'avant-centre.

## Biographie
Il évolue en première division algérienne avec les clubs, du RC Arbaâ et du WA Tlemcen. Il dispute 34 matchs en inscrivant deux buts en Ligue 1.